# Canthon deplanatus
Canthon deplanatus е вид бръмбар от семейство Листороги бръмбари (Scarabaeidae). Видът не е застрашен от изчезване.

## Разпространение
Разпространен е в Аржентина (Мисионес), Бразилия (Баия, Гояс, Еспирито Санто, Мато Гросо и Мато Гросо до Сул) и Парагвай.